# Дансе (Лоара)
Дансе (фр. Dancé) насеље је и општина у источној Француској у региону Рона-Алпи, у департману Лоара која припада префектури Роан.
По подацима из 2011. године у општини је живело 164 становника, а густина насељености је износила 18,57 становника/km². Општина се простире на површини од 8,83 km². Налази се на средњој надморској висини од 350 метара (максималној 583 m, а минималној 283 m).

## Демографија
| 1962. | 1968. | 1975. | 1982. | 1990. | 1999. | 2011. |
| ----- | ----- | ----- | ----- | ----- | ----- | ----- |
| 151   | 177   | 117   | 97    | 100   | 110   | 164   |

График промене броја становника у току последњих година